# Walks Like Rihanna
Walks Like Rihanna is een nummer en single van de Brits-Ierse boyband The Wanted. Het is uitgebracht op 10 mei 2013 als derde single van het album na I found you. De titel van het nummer refereert aan de Barbadiaanse zangeres Rihanna.

## Videoclip
De videoclip bevat parodieën van drie andere welbekende boybands' videos: Bye bye bye door 'N Sync, I want it that way door de Backstreet Boys en Back for good door Take That.

## Tracklist
| Soort geluidsdrager | Uitgebracht | Tracks                                     | Duur |
| ------------------- | ----------- | ------------------------------------------ | ---- |
| Cd-single           | 10-05-2013  | Walks Like Rihanna                         | 3:22 |
| Cd-single           | 10-05-2013  | Walks Like Rihanna (7th Heaven Club Mix)   | 6:41 |
| Cd-single           | 10-05-2013  | Walks Like Rihanna (Denim Colla & M-X Mix) | 5:20 |
| Cd-single           | 10-05-2013  | Drunk on love                              | 3:23 |
| Cd-single           | 10-05-2013  | Walks Like Rihanna (Karaoke Version)       | 3:22 |
| Download            | 13-05-2013  | Walks Like Rihanna                         | 3:22 |

## Hitnoteringen
| Hitlijst            | Datum van binnenkomst | Hoogste positie | Aantal weken | Laatste notering |
| ------------------- | --------------------- | --------------- | ------------ | ---------------- |
| Single Top 100      | 29-06-2013            | 35              | 12           | 14-09-2013       |
| Nederlandse Top 40  | 13-07-2013            | 16              | 8            | 31-08-2013       |
| Australische Top 50 | 26-05-2013            | 32              | 4            | 16-06-2013       |
| Franse Top 200      | 06-07-2013            | 82              | 2            | 13-07-2013       |
| Oostenrijkse Top 75 | 05-07-2013            | 50              | 5            | 23-08-2013       |
| Spaanse Top 50      | 30-06-2013            | 27              | 3            | 28-07-2013       |
| UK Singles Chart    | 06-07-2013            | 4               | 10           | 07-09-2013       |